# Nadagarodes tumida
Nadagarodes tumida är en fjärilsart som beskrevs av W. Warren 1907. Nadagarodes tumida ingår i släktet Nadagarodes och familjen mätare. Inga underarter finns listade i Catalogue of Life.